# Ferrari F1 641
O 641 é o modelo da Ferrari da temporada de 1990 da Fórmula 1. Condutores: Alain Prost e Nigel Mansell.
| . | . |

## Resultados[1]
(legenda) (em negrito indica pole position e itálico volta mais rápida)
| Ano  | Chassi | Motor           | Pneus | N° | Pilotos       | 1   | 2   | 3   | 4   | 5   | 6   | 7   | 8   | 9   | 10  | 11  | 12  | 13  | 14  | 15  | 16  | Pontos | Posição |  |
| ---- | ------ | --------------- | ----- | -- | ------------- | --- | --- | --- | --- | --- | --- | --- | --- | --- | --- | --- | --- | --- | --- | --- | --- | ------ | ------- |  |
|      |        |                 |       |    |               |     |     |     |     |     |     |     |     |     |     |     |     |     |     |     |     |        |         |  |
|      |        |                 |       |    |               | USA | BRA | SMR | MON | CAN | MEX | FRA | GBR | GER | HUN | BEL | ITA | POR | SPA | JAP | AUS |        |         |  |
| 1990 | 641    | Ferrari 036 V12 | G     | 1  | Alain Prost   | Ret | 1   | 4   | Ret | 5   | 1   | 1   | 1   | 4   | Ret | 2   | 2   | 3   | 1   | Ret | 3   | 110    | 2°      |  |
| 1990 | 641    | Ferrari 036 V12 | G     | 2  | Nigel Mansell | Ret | 4   | Ret | Ret | 3   | 2   | 18† | Ret | Ret | 17† | Ret | 4   | 1   | 2   | Ret | 2   | 110    | 2°      |  |

† Completou mais de 90% da distância da corrida.